# Predgrad
Predgrad je naselje u slovenskoj Općini Kočevju. Predgrad se nalazi u pokrajini Dolenjskoj i statističkoj regiji Jugoistočnoj Sloveniji. 

## Stanovništvo
Prema popisu stanovništva iz 2002. godine naselje je imalo 95 stanovnika.